# Hoffmannseggia watsonii
Hoffmannseggia watsonii là một loài thực vật có hoa trong họ Đậu. Loài này được (Fisher) Rose miêu tả khoa học đầu tiên.